# Lieuwe
Lieuwe ist ein niederländischer männlicher Vorname.

## Namensträger
- Lieuwe van Aitzema (1600–1669), niederländischer Historiker, Diplomat und Spion
- Lieuwe Steiger (1924–2006), niederländischer Fußballspieler
- Lieuwe Visser (1940–2014), niederländischer Opernsänger
- Lieuwe Westra (1982–2023), niederländischer Radrennfahrer